# Musixmatch
Musixmatch（ミュージックスマッチ）とは、歌詞共有を目的とするオンラインサービスであり、ウェブサイトとアプリケーションソフトを有する。

## 概要
事務所は本社のボローニャ以外にも、ロンドン、ニューヨークにも存在する。
2010年1月に会社が設立され、サービスも同年開始した。
音楽プレイヤーと画面上の歌詞を同期させる事を特徴とする歌詞データ提供サービスであり、創設者は2009年に発想を得た。会社の従業員数は250人以上。250以上の言語に対応し、700万曲以上の歌詞を扱っている。ログインユーザーがMusixmatchのサイトに歌詞を投稿できるシステムになっており、ログインユーザーが記載した歌詞を載せている。

## 締結先
- EMI
- ソニーATVミュージックパブリッシング